# 索尼耶尔
索尼耶尔（法語：Saunières，法語發音：[sonjɛʁ]）是法国索恩-卢瓦尔省的一个市镇，属于索恩河畔沙隆区。

## 地理
索尼耶尔（46°54'6"N, 5°4'47"E）面积7.4 平方千米，位于法国勃艮第-弗朗什-孔泰大區索恩-卢瓦尔省，该省份为法国中部省份，北起顺时针与科多尔省、汝拉省、安省、罗讷省、卢瓦尔省、阿列省和涅夫勒省接壤。
与索尼耶尔接壤的市镇（或旧市镇、城区）包括：沙尔奈莱沙隆、莱博尔德、索恩河畔布拉尼、蓬图、塞尔梅斯。

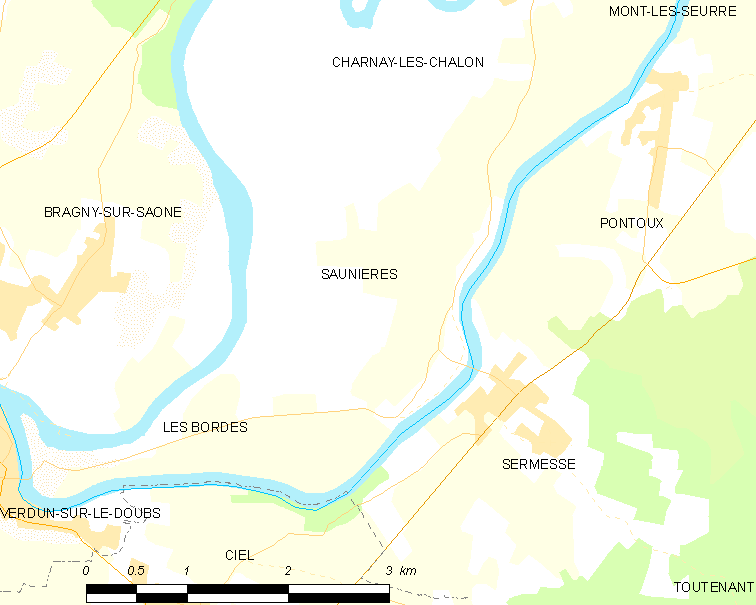
索尼耶尔的OSM定位图

索尼耶尔的时区为UTC+01:00、UTC+02:00（夏令时）。

## 行政
索尼耶尔的邮政编码为71350，INSEE市镇编码为71504。

## 政治
索尼耶尔所属的省级选区为热尔日县。

## 人口

1962-2008年间索尼耶尔人口变化图示

索尼耶尔于2022年1月1日时的人口数量为83人。